# 안토니 마틴 시나트라

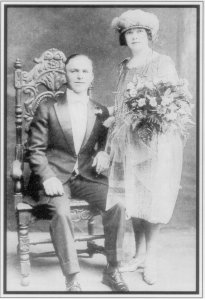

안토니 마틴 시나트라(Anthony Martin Sinatra, 1892년 5월 4일 ~ 1969년 1월 24일)은 이탈리아계 미국 소방관, 복서이자 술집 주인이었다. 또한 프랭크 시나트라의 아버지이기도 하다.